# Ara glaucogularis
L'ara golablù (Ara glaucogularis) è un uccello della famiglia degli Psittacidi.

## Caratteristiche
L'ara golablù è lunga 85 cm ed è molto simile all'Ara ararauna, ma il dorso è più chiaro e grigiastro, la gola è azzurra, le parti inferiori sono gialle, le guance sono nude, bianche e orlate da piccole piume azzurre, il becco è nero e l'iride è gialla.

## Habitat
Ha un areale frammentato, localizzato nella regione di Beni, nel nord della Bolivia. Frequenta le savane periodicamente allagate, i boschi di palme e le foreste secondarie.

## Abitudini
L'unica notizia sulle sue abitudini, riportata nel 1992 da Niger Collar, è che sembra strettamente legata, sia per l'alimentazione sia per la nidificazione, alla palma Attalea phalerata.